# Teofil Krzywik
Teofil Krzywik (ur. 25 kwietnia 1894, zm. po 15 grudnia 1919) – porucznik pilot Wojska Polskiego, uczestnik powstania wielkopolskiego i wojny polsko-bolszewickiej, kawaler Orderu Virtuti Militari.  

## Życiorys
Od 23 stycznia 1919 roku służył w odrodzonym Wojsku Polskim i brał udział w powstaniu wielkopolskim. Następnie otrzymał przydział do 12. eskadry wywiadowczej i w jej składzie brał udział w wojnie polsko-bolszewickiej. 
Podczas lotów bojowych na froncie Litewsko-Białoruskim wykazał się wielką odwagą atakując z nieznacznego pułapu oddziały przeciwnika. Brał udział w bombardowaniu dworców kolejowych oraz pozycji sowieckich. Ponadto uczestniczył w zwalczaniu baterii i kolumn bolszewickich. Wykonywał bardzo odległe loty wywiadowcze. Za brawurowe i śmiałe loty bojowe wykonane w tym okresie otrzymał, wraz ze swym obserwatorem ppor. Wiktorem Karczewskim, pochwałę z 22.09.1919 r. (rozkaz 1 Dywizji Strzelców Wielkopolskich). 
19 września, w załodze z ppor. Wiktorem Karczewskim, zbombardował dworzec kolejowy w Żołbinie. Z samolotu Rumpler C.VII zrzucili 100 kg bomb w rezultacie czego doprowadzili do zablokowania linii kolejowej. Następnego dnia atakowali dworzec Turkowskaja i most na rzece Oli. 21 września wykonali dwa loty bojowe, podczas jednego z nich zaatakowali nieprzyjacielską baterię i zabili wszystkie konie. Dzięki temu polska piechota zdobyła działa. 
W następnych dniach Krzywik i Karczewski aktywnie brali udział w walkach. Z niskiego pułapu przeprowadzili szereg ataków na dworce kolejowe, oddziały nieprzyjaciela oraz wykonywali rozpoznanie pozycji wroga. 27 września 1919 roku wykonywali daleki lot na rozpoznanie podczas którego zostali zestrzeleni i lądowali na terenach zajętych przez Armię Czerwoną. Ze zniszczonego samolotu wymontowali karabin maszynowy i dotarli do polskich pozycji, a następnie przy pomocy polskiej piechoty zdołali odzyskać ze zniszczonego samolotu silnik i zbiornik paliwa. 
15 grudnia 1919 roku przeprowadzali lot wywiadowczy w rejonie Sołtanowki, Rohaczowa i Żłobina. W ich Rumplerze C.VII zawiódł silnik i byli zmuszeni do przymusowego lądowania na terenie zajętym przez nieprzyjaciela. Podporucznik Karczewski zdołał zbiec i powrócić do eskadry z odmrożeniami nóg, natomiast Teofil Krzywik zaginął w niewoli. Przypuszczalnie zmarł z wycieńczenia lub został rozstrzelany w obozie w Moskwie.

## Ordery i odznaczenia
Za swą służbę w polskim lotnictwie otrzymał odznaczenia:
- Krzyż Srebrny Orderu Wojskowego Virtuti Militari nr 8091 (27 lipca 1922)[11],
- Krzyż Walecznych.